# Seznam ostrovů Komor

Mapa ostrovů Komor.

Seznam ostrovů Komor zahrnuje ostrovy, které náleží k federativní republice Komorský svaz. Nachází se v jižním Indickém oceánu, při východním pobřeží Afriky, mezi Madagaskarem a Mosambikem. Tři hlavní ostrovy jsou obydlené a jsou samostatnými členy federace. Okolní menší ostrovy obydlené nejsou.

### Obydlené ostrovy
|   | ostrov   | francouzsky   | rozloha  | pobřeží | max.nadm. výška (m) | nejvyšší vrchol | počet obyvatel | hustota zalidnění | největší sídlo |
| - | -------- | ------------- | -------- | ------- | ------------------- | --------------- | -------------- | ----------------- | -------------- |
| 1 | Ngazidja | Grande Comore | 1 025,00 | —       | 2 361               | Karthala        | 315 000        | 307,32            | Moroni         |
| 2 | Nzwani   | Anjouan       | 424,00   | —       | 1 595               | Mont Ntringui   | 280 000        | 660,38            | Mutsamudu      |
| 3 | Mwali    | Mohéli        | 290,00   | —       | 490                 | Mzé Koukoulé    | 38 000         | 131,03            | Fomboni        |

### Neobydlené ostrovy větší než 1 ha
|   | ostrov             | francouzsky | rozloha (ha) | pobřeží (km) | max.nadm. výška (m) | nejvyšší vrchol | ostrov poloha |
| - | ------------------ | ----------- | ------------ | ------------ | ------------------- | --------------- | ------------- |
| # | Chissioua Kanzoni  | —           | 245,00       | —            | 290,00              | —               | Mwali         |
| # | Chissioua Ouénéfou | —           | —            | —            | 49,00               | —               | Mwali         |

## Nárokované ostrovy
Komorský svaz si činí nárok také na ostatní ostrovy souostroví Komorských ostrovů, které patří k Francii. Jedná se o ostrov Mayotte s okolními menšími ostrůvky a souostroví Glorieuses.